# Phragmidium yamadanum
Phragmidium yamadanum är en svampart som beskrevs av Hirats. f. 1935. Phragmidium yamadanum ingår i släktet Phragmidium och familjen Phragmidiaceae.   Inga underarter finns listade i Catalogue of Life.